# Cratere Polygnotus
Polygnotus  è un cratere sulla superficie di Mercurio.